# Adrianne Wadewitz

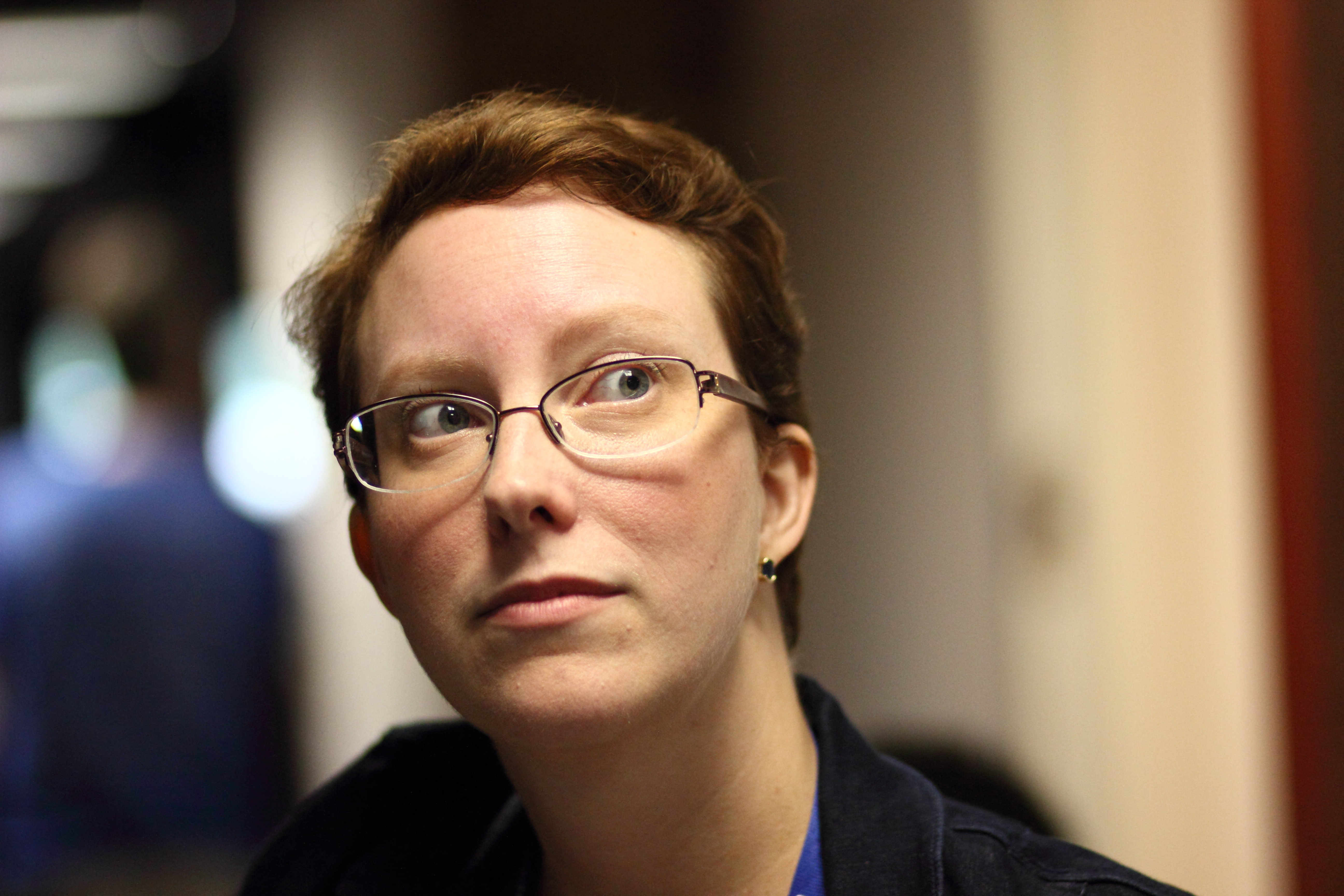
Adrianne Wadewitz (2012)

Adrianne Wadewitz (* 6. Januar 1977 in Omaha, Nebraska, USA; † 8. April 2014 in Palm Springs, Kalifornien) war eine US-amerikanische feministische Literaturwissenschaftlerin mit dem Schwerpunkt englische Literatur des 18. Jahrhunderts. Sie wirkte auch als einflussreiche Wikipedianerin, schrieb seit 2004 Hunderte Biografien über bedeutende Schriftstellerinnen und Wissenschaftlerinnen und nahm zur Wikipedia Stellung, insbesondere zum Gendergap. Im April 2014 kam Wadewitz beim Felsklettern ums Leben. Ihr zu Ehren führt die American Society of Eighteenth-Century Studies (ASECS) internationale Edit-a-thons durch, die Adrianne Wadewitz’ Arbeit fortsetzen.

## Leben
Wadewitz wurde 1977 als einziges Kind der Krankenschwester und Anwältin Betty M. und des lutheranischen Pastors Nathan R. Wadewitz in Omaha geboren. 1995 schloss sie an der High School der Kleinstadt North Platte, ebenfalls in Nebraska, ab. Wadewitz studierte Anglistik und erhielt 1999 ein Englisch-Diplom der Columbia University. 2011 erlangte sie einen Ph.D. der Indiana University und wurde Postdoktorandin am Center for Digital Learning and Research des Occidental College. Sie erhielt ein Mellon-Digital-Stipendium für Postdoktoranden und wurde von dem Gelehrtennetzwerk HASTAC (Humanities, Arts, Science and Technology Alliance and Collaboratory) als HASTAC Scholar („HASTAC-Gelehrte“) ausgezeichnet.

## Akademische Karriere

### Ausbildung
Wadewitz schloss ihr Studium zum Bachelor of Arts an der Columbia-Universität mit der Auszeichnung Magna cum laude ab. Ihren Masterabschluss und später das Doktorat in englischer Literatur mit Nebenfach Studien des 18. Jahrhunderts erhielt sie an der Indiana University. Ihre Masterarbeit von 2003 trug den Titel Doubting Thomas: The Failure of Religious Appropriation in The Age of Reason, ihre Dissertation von 2011 Spare the Sympathy, Spoil the Child: Sensibility, Selfhood, and the Maturing Reader, 1775–1815.
Ihre Dissertation verband ihre Forschungsinteressen in der Archivarbeit, der Kinderliteratur und den Geschlechterstudien. Wadewitz erforschte dabei den Sprachgebrauch und diskursive Strategien wie die eingebetteten Narrativen in Kinderbüchern von Mary Wollstonecraft, Anna Laetitia Barbauld, Charlotte Smith, Maria Edgeworth und anderen Autorinnen. Sie vertrat die These, dass diese Lektüre das Kind bei der Herausbildung eines „sympathischen Selbst“, das „kollektiv, wohlwollend, und imaginativ“ sein sollte, unterstützen sollte. Sie argumentierte ebenfalls, dass die Arten der Subjektivität, welche in der Kinderliteratur des späten 18. Jahrhunderts vorkamen, das „vorherrschende Lockesche Modell“ herausforderten. Sie stützen sich auf „Rousseaus Theorie der Erziehung und den Diskurs der Sensibilität, um ein ‚wohlwollendes Selbst‘ zu konstruieren. […] Dieses ‚wohlwollende Selbst‘ konnten beide Geschlechter und auch Kinder einsetzen. Im Unterschied zu anderen Spielarten des Selbst, die auf Sensibilität aufbauten, gründete es nicht auf Weiblichkeit. Zudem hing die Reife nicht vom Alter ab, sondern vom eigenen Geisteszustand; jede Person, die durch diese sympathische Literatur gebildet wurde, konnte ein Erwachsener und Teil der Zivilgesellschaft, indem sie beispielsweise karitative Taten vollbrachte.“ Sie untersuchte auch den Einfluss, den „die Lektüre in der Kindheit auf das Lesen der Erwachsenen-Romane von Jane Austen ausübte.“ Dabei fand sie heraus, dass „zeitgenössische Austen-Leser ihre Romane ‚didaktisch‘ lasen und der Struktur der Kinderlektüre, mit der sie aufgewachsen waren, folgten. Die Ironie, die wir heute schätzen, fiel ihnen nicht auf.“

### Digitale Geisteswissenschaften
2009 begann Wadewitz damit, die historische Fibel New England Primer online zu stellen. Bis 2013 waren der Text und die Anmerkungen durchgängig im Internet verfügbar.
Sie publizierte Literatur über die Kinderliteratur des 18. Jahrhunderts, über die Vieldeutigkeit in der Geschichtsschreibung sowie über den Gebrauch der Wikipedia in der universitären Lehre.
Bei Letzterem ging es ihr darum, dass Studierende zusätzlich zu den traditionellen Schreib- und Recherchefähigkeiten eine Medien- und Technologiekompetenz erlangen sollten. Indem sie über die Konstruktion des Wissens reflektierte, legte sie Wert auf die Notwendigkeit, Quellen zu bewerten, zwischen Tatsachen und Meinungen zu unterscheiden sowie auf Autorität und Legitimität zu achten. Sie trat für Lehrpläne ein, die kollaboratives Schreiben in einer „Praxisgemeinschaft“ und für eine globale Leserschaft enthielten.

## Einsatz für Wikipedia
Ihren ersten Wikipedia-Eintrag machte Wadewitz 2004. In der Folge legte sie Artikel über Schriftstellerinnen und Wissenschaftlerinnen an, von denen viele in der englischen Wikipedia als exzellent ausgezeichnet wurden. Jahrelang editierte sie anonym, bevor sie ihr Geschlecht offenlegte. Insgesamt machte sie fast 50.000 Edits.
Wadewitz war eine der Hauptpromotorinnen des Anliegens, dass mehr Frauen in der Wikipedia mitschreiben, um mitzuhelfen, den systemischen Bias zu beenden. Sie sagte: „Wir brauchen mehr weibliche Autoren, mehr Feministen (das können Autoren jeden Geschlechts sein) und mehr Autoren, die sich an Inhalten zu Frauen beteiligen. Die am meisten in Wikipedia untervertretene Gruppe sind verheiratete, farbige Frauen mit Kindern.“
Sie galt in zunehmendem Maß als Autorität in der Wikipedia-Community. Besonders zu den Gender-Fragen der Enzyklopädie wurde sie von Medien wie der BBC zitiert.
Wadewitz gehörte dem Vorstand der Wiki Education Foundation an.

## Klettern
Wadewitz ging gerne im Gebirge klettern. 2013 beschrieb sie dieses Hobby als etwas, das ihr erlaubte, eine andere Person zu sein, als nur der pianospielende Bücherwurm, der an der Wikipedia mitschreibt.

## Tod

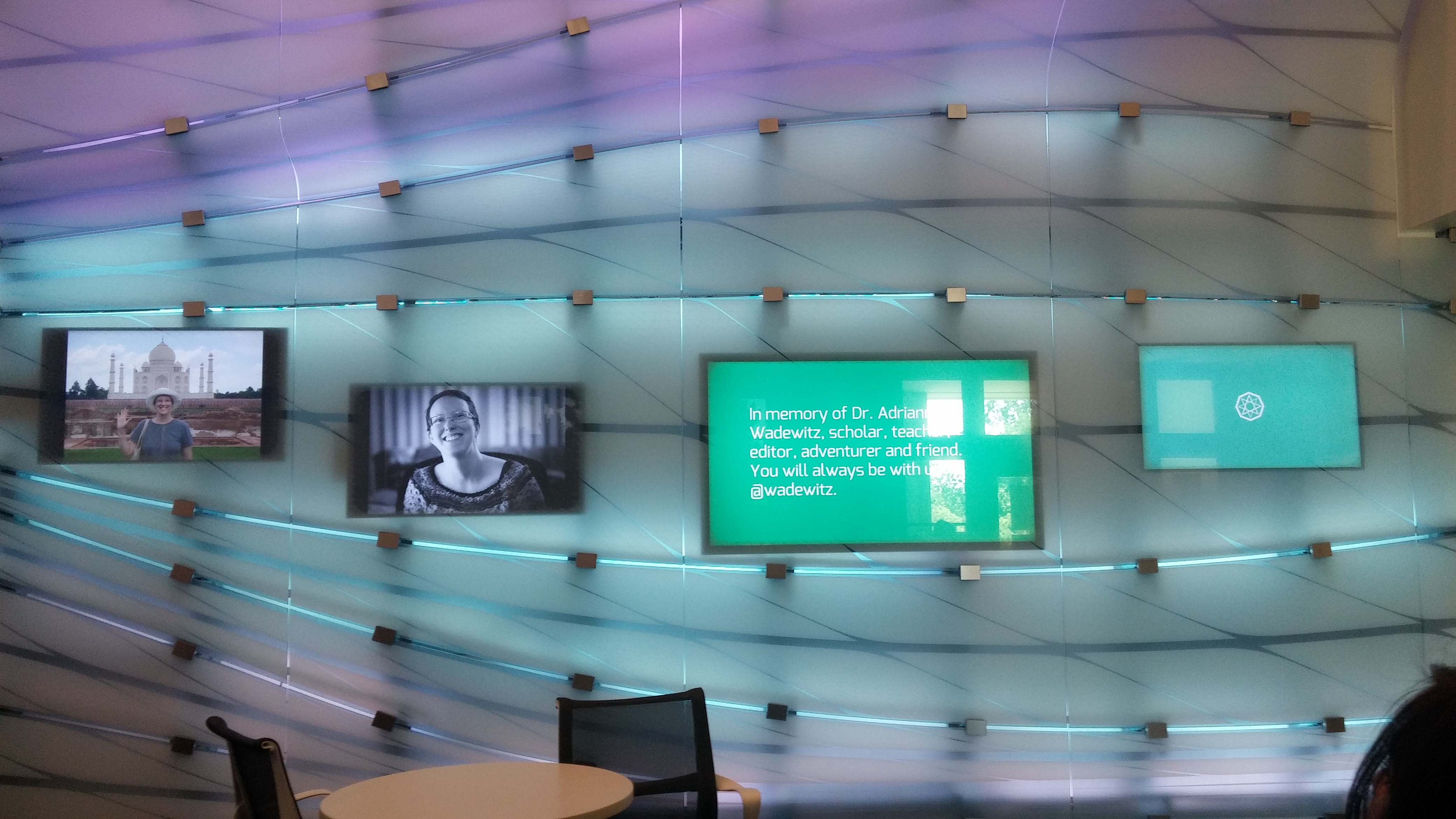
Eine digitale Ehrung für Adrianne Wadewitz am Occidental College

Am 8. April 2014 starb Wadewitz an Kopfverletzungen, die sie sich eine Woche zuvor zugezogen hatte, als sie beim Felsklettern im Joshua-Tree-Nationalpark abstürzte. Sue Gardner, die damalige Geschäftsführerin der Wikimedia Foundation, bezeichnete Wadewitz’ Tod als einen „riesigen Verlust“ und erwähnte, dass sie die wohl größte Artikelautorin zu Schriftstellerinnen und Frauengeschichte gewesen war.
Nachrufe erschienen unter anderem in der New York Times, der Los Angeles Times, der Washington Post, dem Sydney Morning Herald und dem Corriere della Sera. Der Sydney Morning Herald veröffentlichte auch einen ihrer letzten Blogposts neu, in dem sie darüber schrieb, wie der Umgang mit einer schwierigen Aktivität ihr ermöglichte, Studenten bei deren Schwierigkeiten zu helfen. Sie sollten kleine Erfolge auf dem Weg zum Ziel feiern. Andererseits gäbe es auch nichts Hilfreicheres, als wiederholt zu scheitern. Ihre Studenten sollten erkennen, dass Scheitern zum Lernen gehört und sie sich dessen nicht schämen sollten. Die Zeitschrift ABO, für die Wadewitz von 2011 bis 2012 gearbeitet hatte, widmete Wadewitz die Märzausgabe 2014.

## Werke
- Doubting Thomas: The Failure of Religious Appropriation in the Age of Reason. Indiana University, 2003.
- Mit Pamela Gay-White: Introduction: 'Performing the Didactic. The Lion and the Unicorn 33.2 (2009): v–vii.
- Mit Pamela Gay-White (eds.): The Lion and the Unicorn, special issue on didacticism in 18th-century children's literature. 2009.
- Spare the Sympathy, Spoil the Child: Sensibility, Selfhood, and the Maturing Reader, 1775–1815, ProQuest Dissertations and Theses, Ann Arbor, MI. Order Number 3466388. Indiana University. (Dissertation)
- Mit Anne Ellen Geller und Jon Beasley-Murray: Wiki-hacking: Opening up the Academy with Wikipedia (Memento vom 24. April 2014 im Internet Archive) In: Tom Scheinfeldt, Daniel J. Cohen (Hrsg.): Hacking the Academy: New Approaches to Scholarship and Teaching from Digital Humanities. University of Michigan Press, Ann Arbor, MI, 2013.
- Mit Mica Hilson: A Doctor for Who(m)?: Queer Temporalities and the Sexualized Child (Memento vom 6. Mai 2014 im Internet Archive) In: Bookbird: A Journal of International Children's Literature. 52.1, Januar 2014, S. 63–76.
- The Political engaged Child. Charlotte Smith's Children's Literature and the Discourse of Sensibility, in: Peggy Thompson (Hrsg.): Beyond Sense and Sensibility, Bucknell University Press, 2014, ISBN 978-1-61148-640-7, S. 91–106